# Frank Launder
Frank Launder (28 januari 1906 — 23 februari 1997) var en brittisk författare, regissör och filmproducent som gjorde fler än fyrtio filmer, många av dessa i samarbete med Sidney Gilliat.
Launder föddes i Hitchin, Hertfordshire, England och började skriva manus till brittiska filmer på 1930-talet. Han skrev historien till den klassiska Will Hay-komedin Oh, Mr Porter! (1937). Efter att ha skrivit ett antal filmmanus tillsammans med Gilliat, däriblan En dam försvinner (1938) and Nattexpress, så producerad och regisserade de två tillsammans krigsdramat De tysta segrarna (1943). När de hade grundat sitt eget produktionsbolag Individual Pictures så producerade de ett stort antal minnesvärda dramer och thrillers; däribland Gastkramad (1945) och Mördare i vitt (1946), men blev mest kända för sina komedier; däribland Snurriga skolan (1950) och filmserien om St Trinians, som var baserad på Ronald Searles serieteckningar från en kaotisk flickskola. Launder var gift med skådespelerskan Bernadette O'Farrell från 1950 till sin död.

## Filmer i urval
- Sjung, bröder och systrar (1932) manusförfattare (originaltitel:For the Love of Mike)
- Those Were The Days (1933) manusförfattare
- Så tuktas en käresta (1933) manusförfattare (originaltitel: You Made Me Love You)
- Oh, Mr Porter! (1937) originalmanus
- En dam försvinner (1938) manusförfattare (originaltitel: The Lady Vanishes)
- Nattexpress (1940) manusförfattare (originaltitel: Night Train to Munich)
- Moln över England (1942) manusförfattare (originaltitel:The Young Mr Pitt)
- De tysta segrarna (1943) manusförfattare/regissör/producent (originaltitel:Millions Like Us)
- Två tusen kvinnor (1944) manusförfattare/regissör (originaltitel:2000 Women)
- Gentleman på galejan (1945) producent
- Gastkramad (1945) manusförfattare/regissör (originaltitel:I See a Dark Stranger)
- Mördare i vitt (1946) producent (originaltitel:Green for Danger)
- Kapten Boycott (1947) regissör (originaltitel:Captain Boycott)
- Kanske ett brott (1948) producent (originaltitel:London Belongs to Me)
- Den blå lagunen (1949) manusförfattare/regissör/producent
- Snurriga skolan (1950) manusförfattare/regissör/producent (originaltitel:The Happiest Days of Your Life)
- Statshemlighet (1950) producent (originaltitel:State Secret)
- Flickparaden (1951) (originaltitel:Lady Godiva Rides Again)
- Folly to be Wise (1952) manusförfattare/regissör/producent
- Skolflickor är vi allihopa (1954) manusförfattare/regissör/producent (originaltitel:The Belles of St Trinian's)
- Geordie (1955) regissör
- Ulf i fårakläder (1956) manusförfattare/producent (originaltitel:The Green Man)
- Skolflickorna slår till igen (1957) manusförfattare/regissör/producent (originaltitel:Blue Murder at St Trinian's)
- Natten det brann (1957) regissör (originaltitel:Fortune Is a Woman)
- Din röst är min röst (1959) producent (originaltitel:Left, Right and Centre)
- The Bridal Path (1959)
- The Pure Hell of St Trinian's (1960) manusförfattare/regissör/producent
- Den röde agenten (1963) manusförfattare (originaltitel:Ring of the spies)
- The Great St Trinian's Train Robbery (1966) manusförfattare/regissör

## Fotnoter
1. 1 2  Bibliothèque nationale de France, BnF Catalogue général : öppen dataplattform, id-nummer i Frankrikes nationalbiblioteks katalog: 14039000h, läst: 10 oktober 2015.[källa från Wikidata]
2. ↑  www.acmi.net.au, webb-ID på ACMI: creators/24749.[källa från Wikidata]